# Xazam Safin
Xazam Safin   (Kotxko-Pojarki, 7 d'abril de 1932 - Moscou, 23 de març de 1985) fou un lluitador rus d'origen tàtar, especialista en lluita grecoromana, que va competir sota bandera soviètica en els anys posteriors a la Segona Guerra Mundial.
El 1952 va prendre part en els Jocs Olímpics de Hèlsinki, on guanyà la medalla d'or en la competició del pes lleuger del programa de lluita grecoromana. En el seu palmarès també destaca una medalla de bronze al Campionat del món de lluita.